# Instituto Estatal Electoral (Chihuahua)
El Instituto Estatal Electoral de Chihuahua es un Organismo Público Local Electoral (OPLE) encargado de la realización de procesos electorales locales y de ejercicios de participación ciudadana en el estado mexicano de Chihuahua. Fundado en 1997 luego de una reforma electoral promovida por Congreso del Estado de Chihuahua, funciona desde ese año como un organismo público autónomo.

## Historia

### Antecedentes
El primer órgano electoral constituido en Chihuahua tuvo origen en 1950, siendo este la Junta de Vigilancia Electoral Estatal que fue creada como parte de una reforma al Código Administrativo del Estado de Chihuahua. La junta era presidida por el Secretario General de Gobierno.
En 1965, luego de una serie de reformas a diversos Códigos y Leyes, presentadas por el gobernador Práxedes Giner Durán, se creó la Comisión Estatal Electoral que sería un organismo dependiente de la Secretaría General de Gobierno que se encargaría de realizar las elecciones a gobernador, diputados al Congreso del Estado y miembros de los ayuntamientos en el estado de Chihuahua. Dicho organismo tendría en su composición, que fuera ligeramente modificada con los años, como presidente a un comisionado nombrado directamente por el gobernador del estado, y estaría conformada por dos miembros del Congreso de Chihuahua designados por dicha soberanía, dos comisionados por cada uno de los partidos políticos que contasen con registro legal y un notario público designado por el resto de los miembros de la comisión.
Luego de la controvertida elección a gobernador de 1986 y las acusaciones de fraude por parte de la oposición al gobierno, el 31 de diciembre de 1988, el Congreso de Chihuahua aprobó una iniciativa de Ley Electoral enviada por el gobernador Fernando Baeza Meléndez, la cual entre otras cosas le dio a la Comisión Estatal Electoral cierta autonomía y personalidad jurídica propia aunque no cambió su composición hasta 1992, año en el que se incluyeron a ocho consejeros ciudadanos y se le dio un comisionado a los diputados de oposición.
Después de que la oposición hubiera logrado triunfos importantes en la elección de 1992 al haber obtenido la mayoría en el Congreso del Estado, la gubernatura y un importante número de ayuntamientos, en 1994 el gobernador Francisco Barrio Terrazas envió al Congreso del Estado una iniciativa de reforma mediante la cual se eliminó la Comisión Estatal Electoral y se creó el Consejo Estatal de Elecciones, el cual era un organismo autónomo que sería presidido por un ciudadano sin afiliación política elegido mediante el voto de dos terceras parte del Congreso del Estado, un representante por cada partido político y seis consejeros ciudadanos. Dicha reforma, también creó el Tribunal Estatal de Elecciones, el cual sería encargado de resolver cualquier controversia resultada de los procesos electorales en el estado.

### Instituto Estatal Electoral
El 3 de septiembre de 1997, el Congreso del Estado aprobó una reforma electoral que entre otros cambios desapareció al Tribunal Estatal de Elecciones y al Consejo Estatal de Elecciones y creó en su sustitución al Tribunal Estatal Electoral y al Instituto Estatal Electoral siendo este un órgano público autónomo encargado de realizar las elecciones en el estado así como los procedimientos de plebiscito, referéndum y revocación de mandato y se le faculta para poder organizar elecciones seccionales con previo convenio con los municipios así como para fiscalizar los gastos de las partidas públicas estatales dadas a los partidos políticos. El primer consejero presidente del Instituto fue Sergio Piña Marshall, que fue designado por el Congreso del Estado después de realizar una convocatoria abierta a la ciudadanía junto con el resto de los consejeros. 
El primer proceso electoral realizado por el Instituto Estatal Electoral fue la elección de 1998, y en ella, el Instituto se encargó de llevar a cabo el primer debate entre candidatos a gobernador del estado el 5 de junio de 1998.
Para el año 2002, luego de que el Tribunal Estatal Electoral y el Tribunal Electoral del Poder Judicial de la Federación anularan la elección ordinaria a presidente municipal de Ciudad Juárez, hecho que se tradujo en el que el IEE tuviera que organizar su primer proceso electoral extraordinario.
En 2018, se llevaron a cabo las primeras elecciones estatales en conjunto con el Instituto Nacional Electoral dado que debido a diversas reformas en materia político-electoral, ese año se emparejaron los procesos electorales federales con los procesos locales. En 2019, luego de la aprobación de la Ley de Participación Ciudadana del Estado de Chihuahua por parte del Congreso de Chihuahua, realizada el año anterior a iniciativa del gobernador Javier Corral Jurado, se llevó a cabo el Plebiscito de Chihuahua de 2019 primer ejercicio de participación ciudadana organizado por el Instituto, siendo también el primero a nivel nacional en ser organizado en su totalidad por un OPLE.